# 진흥왕릉
경주 진흥왕릉(慶州 眞興王陵)은 대한민국 경상북도 경주시 서악동에 있는 무덤이다. 사적 제177호로, 신라 제24대 국왕 진흥왕의 능묘이다. 보호구역 37,927m2²로 경주시 선도산(仙桃山) 서쪽 기슭에 있는데, 봉분 이외에는 전혀 다른 시설이 없는 평범한 원형 토분이다. 무열왕릉(武烈王陵)의 뒤쪽 언덕에는 진흥왕릉을 비롯한 대형 분묘 4기가 상하로 줄지어 있는데, 모두 왕릉으로 추정되고 있다. 1973년 왕릉 주위에 회랑 보도를 만들어 그 일대의 왕릉을 보호하고 있다.

## 개요
신라 24대 진흥왕(재위 540∼576)의 무덤이다.
진흥왕은 지증왕의 아들로서 고구려가 점령하고 있던 한강유역을 빼앗아 삼국통일의 기초를 다졌다. 562년 대가야를 정복하여 낙동강 유역을 확보하였고, 함흥평야까지 진출하여 신라 역사상 최대 영토를 차지한 왕으로 점령지에 척경비를 세웠다. 거칠부에게 『국사』를 편찬하게 하였으며, 신라 최대의 절인 황룡사를 세웠다. 또한 삼국통일의 중추세력인 화랑도를 창설하였다.
높이 5.8m, 지름 20m의 원형 봉토무덤으로 된 이 무덤은 자연석을 이용해 둘레돌을 돌렸으나 현재 몇 개만이 남아있다. 내부는 굴식돌방무덤(횡혈식석실묘)으로 추측된다.
신라 왕 중 가장 위대한 업적을 남긴 왕의 무덤으로서는 규모가 작은 편이며, 기록상 법흥왕과 같은 곳에 있어야 하므로 서악동 무덤들 중 위에서 두 번째 무덤으로 보는 견해도 있다.

## 명칭 변경
당초 제정된 문화재명칭은 신라진흥왕릉이었으나, 2011년 경주 진흥왕릉으로 명칭이 변경되었다.

## 현지 안내문
이 능은 신라 제24대 진흥왕(眞興王, 재위 540~576, 김삼백종)이 모셔진 곳이다. 경주 서북쪽에 있는 선도산(仙挑山)의 남쪽으로 뻗어내린 주능선의 말단부에 위치해 있다.
지름 20m, 높이 5.8m되는 타원형 봉토분으로 밑둘레에는 자연석을 이용하여 둘레돌을 돌렸으나, 지금은 대부분이 묻혔고 몇 개만 표면에 노출되어 있다. 왕은 안으로는 화랑제도를 마련하고, 《국사(國史)》를 편찬하였으며, 불교를 장려하여 국력을 다졌고, 밖으로는 가야를 병합하고 한강(漢江) 유역에 한산주(漢山州)를 두는 등 영토를 크게 넓혔다. 그리고 새로 개척한 영토를 순시하고 북한산비(北漢山碑), 황초령비(黃草嶺碑), 마운령비(磨雲嶺碑) 등의 순수비를 세웠다.
추사(秋史) 김정희(金正喜)는 《신라진흥왕릉고》(新羅眞興王陵考)에서 무열왕릉 위에 있는 서악동 고분 4기를 진흥(眞興)·진지(眞智)·문성(文聖)·헌안(憲安)왕릉으로
 추정한 바 있다.

## 같이 보기
- 진흥왕